# Yu Hao
Yu Hao (chiń. 喻皓, pisane również 预浩, 喻浩 lub 预皓) – inżynier z czasów wczesnej dynastii Song, pierwszy chiński architekt znany z nazwiska i jeden z największych twórców tego okresu.
Pochodził z południa Chin, ze wschodniego Zhejiangu, skąd przybył do stołecznego Kaifengu. Jego działalność datowana jest na lata 965-995. Przypisuje mu się doniosłą rolę w rozwoju chińskiej architektury, co poniekąd wydaje się być prawdą – rozpowszechnił m.in. charakterystyczne wywijanie naroży dachów ku górze. Najsłynniejszym dziełem Yu była drewniana pagoda w Kaifengu. Spłonęła ona jednak kilkadziesiąt lat po powstaniu, a na jej miejscu wzniesiono stojącą do dziś tzw. Żelazną Pagodę.
Yu Hao napisał podobno traktat Sztuka ciesielstwa (木經, Mu Jing). Dzieło to nie zachowało się do czasów współczesnych, stanowiło jednak inspirację dla innego wielkiego architekta epoki Song, Li Jie.